# Buchholzbeveiliging

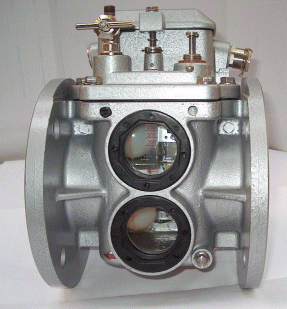
Het Buchholz relais

De buchholzbeveiliging is een beveiligingsmechanisme dat toegepast wordt op oliegekoelde elektrische installaties zoals transformatoren en compensatiespoelen. Het mechanisme werd ontwikkeld door de ingenieur Max Buchholz in 1921. Het buchholzrelais wordt ook weleens gasrelais genoemd.

## Beveiligingsfuncties
Het beveiligen van een elektrische installatie, zoals een vermogentransformator, gebeurt op twee niveaus; in eerste instantie wordt bij een fout die niet onmiddellijk een gevaar inhoudt, een alarm gegeven. Dit alarm wijst de beheerder erop dat er een gevaarlijke toestand is ontstaan die bijgestuurd dient te worden om uitschakeling van de installatie te voorkomen. De tweede fase is inderdaad uitschakeling, omdat er onmiddellijk gevaar dreigt voor personen en voor de installatie. Het buchholzrelais heeft vier belangrijke beveiligingsfuncties:
- Het alarmeren bij (lokale) temperatuurstijging in de wikkelingen of aansluitingen waarbij het isolatiemateriaal (papier of olie) verbrandt en gassen vormt.
- Het uitschakelen van de installatie bij interne kortsluitingen waarbij een enorme drukgolf ontstaat die de trafo kan doen exploderen.
- Het alarmeren bij een te laag olieniveau in de installatie
- Het uitschakelen van de installatie bij een te laag olieniveau

## Plaatsing
Het buchholzrelais wordt steeds gemonteerd boven het niveau van de installatie en onder het niveau van het uitzettingsvat (conservator). Immers, alle gasbellen die in de installatie gevormd worden zullen naar het deksel stijgen en vervolgens in de buis naar het uitzettingsvat terechtkomen. Deze buis is steeds lichtjes hellend zodat er geen bellen in blijven, maar alle bellen in het buchholzrelais terechtkomen.

## Werkwijze

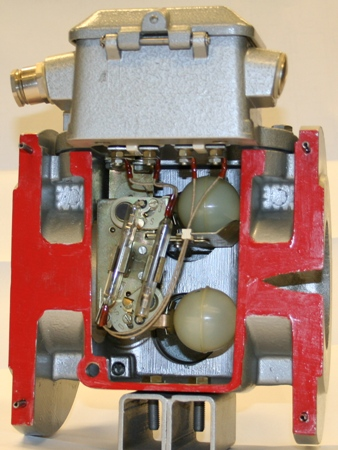
Op deze doorsnede zijn de vlotters en de reedcontacten duidelijk zichtbaar

Het buchholzrelais is uitgerust met twee vlotters; een bovenste vlotter voor alarm en een onderste vlotter met drukplaatje voor uitschakeling. De vlotters zijn verbonden met elektrische contacten die de alarm- en uitschakelsignalen doorgeven aan de beveiligingsrelais in de controlekamer. De contacten zijn meestal reedcontacten die schakelen als de vlotter het contact nabij een magneetje brengt. In sommige landen worden echter nog steeds kwik-contacten gevraagd.

### Gasvorming
Zodra er gasbellen ontstaan, worden deze tot in het relais meegevoerd, waar ze een verlaging van het vloeistofpeil tot gevolg hebben. Hierdoor kan het contact van de bovenste vlotter omkantelen. Het buchholzrelais is voorzien van een bemonsteringskraantje waarmee gasmonsters kunnen worden genomen voor een gasanalyse. De gasanalyse geeft meer informatie over de aard van de fout zoals het materiaal dat verbrandt en de lokale temperatuur.

### Verlies van olie
Indien door een olielek de transformator zou leeglopen kan dit door het buchholzrelais gedetecteerd worden. Omdat het relais boven het niveau van de installatie gemonteerd is zal bij aanspreken van het alarm de isolatie nog niet in gevaar zijn. Olie isoleert immers ca. 70 maal beter dan droge lucht, zodat er bij het droogvallen van elektrische wikkelingen onherroepelijk doorslag van afleidingen en wikkelingen dreigt. Eerst loopt dus de conservator leeg, vervolgens het buchholzrelais en dan pas is er gevaar dat de installatie zonder olie zit. Zo kan men verschillende gradaties in uitschakelen bekomen aan de hand van het vloeistofniveau: eerst een alarmsignaal en bij nog lager vloeistofniveau een vermogensonderbreking. Deze beveiliging beschermt niet enkel tegen elektrische fouten, maar kan de installatie dus ook uitschakelen bij verlies van olie.

### Interne fout
Bij een interne fout ontstaat een drukgolf en die zal ook gericht zijn naar het uitzettingsvat. Het drukplaatje van de onderste vlotter wordt door de drukgolf naar achteren gedrukt, de vlotter wordt naar beneden gedrukt en het uitschakelcontact zal omkantelen.